# Script for a Jester's Tear
Script for a Jester's Tear was - na de maxi single Market Square Heroes een jaar eerder - het eerste volledige album van Marillion. De elpee wordt gezien als de eerste van een nieuwe stroming binnen de progressieve rock, namelijk de neo-prog. Dit staat voor een meer toegankelijkere en minder complexe variant van de symfonische rock.
In 2013 en 2014 toerde de drummer Mick Pointer met de muziek van dit album ter gelegenheid van de 30e verjaardag van de verschijning van dit album. Het legde die vast middels het livelabum Marillion's Script revisited.

## Titels
1. Script for a Jester's Tear (8:39)
2. He Knows You Know (5:22)
3. The Web (8:48)
4. Garden Party (7:15)
5. Chelsea Monday (8:16)
6. Forgotten Sons (8:21)

## Bonus CD (alleen bij de 1997 release)
1. Market Square heroes (Battle Priest version) (4:17)
2. Three boats down from the candy (single) (4:30)
3. Grendel (Fair Deal Studios version) (19:08)
4. Chelsea Monday (Manchester Square demo version) (6:52)
5. He knows you know (Manchester Square demo version) (4:28)
6. Charting the single (single) (4:51)
7. Market Square heroes (Rerecorded) (4:48)